# Mary (Gemelli DiVersi)
Mary è un singolo del gruppo musicale italiano Gemelli DiVersi, pubblicato il 14 febbraio 2003 come secondo estratto dal terzo album in studio Fuego.
Per diverse settimane ai vertici delle classifiche italiane, Mary è diventata uno dei brani più significativi del gruppo.

## Descrizione
Il brano è incentrato su un tema particolarmente delicato, quello della violenza domestica e degli abusi sessuali, in questo caso praticati da un padre nei confronti della propria figlia, la "Mary" del titolo e del testo, con l'indifferenza della madre. La protagonista trova come unica soluzione la fuga e con il tempo riesce a trovare finalmente la serenità, a formare una famiglia, avendo una figlia con l'uomo che ama, ed a tornare con loro dove è cresciuta; nel frattempo il padre di Mary è morto, ma di fronte a ciò lei, come comprensibile, non prova nessun dispiacere.

## Video musicale
Il videoclip della canzone è stato girato a Bologna, principalmente nei dintorni del ponte di via Stalingrado, vicino a Porta Mascarella. Il regista è Carlo Strata.

## Tracce
CD
Testi di Luca Aleotti, Emanuele Busnaghi, Alessandro Aleotti, musiche di Francesco Stranges, Alessandro Merli, Giacomo Godi.
1. Mary – 4:43

12"
1. Mary (Molella Remix) – 5:40
2. Mary (Strano Remix) – 4:40
3. Mary (THG Remix) – 4:43